# Albolote
Albolote – gmina w Hiszpanii, w prowincji Grenada, w Andaluzji, o powierzchni 78,58 km². W 2018 roku gmina liczyła 18 746 mieszkańców. Składa się z kilku populacji: El Aire, El Chaparral i Parque del Cubillas y Pretel.